# Rhodopseudomonas palustris
Rhodopseudomonas palustris ist ein stäbchenförmiges, gramnegatives Nichtschwefelpurpurbakterium, das insbesondere für seine Fähigkeit bekannt ist, zwischen vier verschiedenen Stoffwechselarten zu wechseln.
R. palustris kommt in der Natur weit verbreitet vor und wurde aus Schweinegülle-Aufbereitungsanlagen, Regenwurmkot, marinen Küstensedimenten und Teichwasser isoliert. Obwohl Purpurbakterien normalerweise photoheterotroph sind, kann R. palustris flexibel zwischen den vier Stoffwechselarten wechseln: photoautotroph, photoheterotroph, chemoautotroph oder chemoheterotroph.

## Etymologie
Rhodopseudomonas palustris finden sich üblicherweise als Bündel schleimiger Massen, Kulturen erscheinen von blassbraun bis pfirsichfarben. Etymologisch stammt „rhodum“ von einem griechischen Substantiv ab, das „Rose“ bedeutet, „pseudes“ ist das griechische Adjektiv für „falsch“, und „monas“ bezieht sich auf eine „Einheit“ im Griechischen. Daher beschreibt „Rhodopseudomonas“ die Implizierung einer Einheit falscher Rosen, das Aussehen dieser Bakterien. „Palustris“ ist Latein für „sumpfig“ und deutet auf den hauptsächlichen Lebensraum des Bakteriums hin.

## Stoffwechselarten
Rhodopseudomonas palustris kann mit oder ohne Sauerstoff gedeihen. Es kann aber auch Licht oder anorganische sowie organische Verbindungen zur Energiegewinnung nutzen. Es kann auch Kohlenstoff entweder durch Fixierung von Kohlendioxid oder aus grünen Pflanzenverbindungen aufnehmen. Schließlich ist R. palustris auch in der Lage, Stickstoff für das Wachstum zu fixieren. Diese metabolische Vielseitigkeit hat das Interesse der Forschungsgemeinschaft geweckt und macht dieses Bakterium für potenzielle Anwendungen in der Biotechnologie geeignet.
Derzeit wird versucht, zu verstehen, wie dieser Organismus seinen Stoffwechsel als Reaktion auf Umweltveränderungen anpasst. Das vollständige Genom des Stammes Rhodopseudomonas palustris CGA009 wurde im Jahr 2002 sequenziert (2004 veröffentlicht), um mehr Informationen darüber zu erhalten, wie das Bakterium Umweltveränderungen wahrnimmt und seine Stoffwechselwege reguliert. R. palustris kann schnell verschiedene Komponenten aus seiner Umgebung aufnehmen und verarbeiten, wie es durch Schwankungen in den Konzentrationen von Kohlenstoff, Stickstoff, Sauerstoff und Licht erforderlich ist.
R. palustris besitzt Gene, um Proteine zu kodieren, die Lichtsammelkomplexe (LHC) und photosynthetische Reaktionszentren bilden. Diese finden sich typischerweise in photosynthetischen Organismen wie grünen Pflanzen. Darüber hinaus kann R. palustris wie andere Purpurbakterien die Photosynthese entsprechend der verfügbaren Lichtmenge modulieren. Beispielsweise reagiert es in lichtarmen Umständen, indem es die Menge dieser LHC erhöht, die Licht absorbieren. Die Wellenlängen des von R. palustris absorbierten Lichts unterscheiden sich von denen anderer phototropher Bakterien.
R. palustris besitzt auch Gene, um das Protein RuBisCO zu kodieren, ein Enzym, das für die Fixierung von Kohlendioxid in Pflanzen und anderen photosynthetischen Organismen notwendig ist. Das Genom von CGA009 zeigt auch die Existenz von Proteinen, die an der Stickstofffixierung beteiligt sind (Diazotrophie).
Zusätzlich kann dieses Bakterium Stoffwechselprozesse kombinieren, die sowohl sauerstoffempfindliche als auch sauerstoffabhängige Enzymreaktionen erfordern, sodass es unter variierenden und sogar sehr geringen Sauerstoffkonzentrationen gedeihen kann.

## Anwendungen

### Biofossile Brennstoffe
Rhodopseudomonas palustris verwendet möglicherweise während seines photoautotrophen Stoffwechselmodus das Metalloprotein Vanabin, um den Kern aus Chlorin-basierten Verbindungen wie dem Magnesium in Chlorophyll herauszulösen und ihn durch sein Vanadiumzentrum zu ersetzen, um Energie über Lichtsammelkomplexe zu binden und zu gewinnen. Dies macht R. palustris zu einem potenziellen Bestandteil in der Zukunft der Brennstoffindustrie.

### Biodegradation
Das Genom von R. palustris besteht aus einer Vielzahl von Genen, die für den biologischen Abbau verantwortlich sind. Es kann Lignin und Säuren, die in abbaubaren pflanzlichen und tierischen Abfällen vorkommen, durch Verstoffwechslung von Kohlenstoffdioxid abbauen. Darüber hinaus kann es aromatische Verbindungen abbauen, die in Industrieabfällen vorkommen. Dieses Bakterium ist ein effizienter Katalysator für den biologischen Abbau in sowohl aeroben als auch anaeroben Umgebungen.

### Wasserstoffproduktion
Phototrophe Purpurbakterien haben aufgrund ihrer biotechnologischen Anwendungen Interesse geweckt. Diese Bakterien können für die Synthese von biologisch abbaubaren Kunststoffen und die Produktion von Wasserstoff verwendet werden. R. palustris hat die einzigartige Eigenschaft, um Vanadium-haltige Nitrogenase zu kodieren. Es produziert als Nebenprodukt der Stickstofffixierung dreimal mehr Wasserstoff als die Molybdän-haltigen Nitrogenasen anderer Bakterien. Um R. palustris zuverlässig für die Wasserstoffproduktion oder für den biologischen Abbau nutzen zu können, werden seine Stoffwechselwege und Regulationsmechanismen noch erforscht.

### Stromerzeugung

#### Rhodopseudomonas palustrisDX-1
Ein Stamm von R. palustris (DX-1) ist einer der wenigen Mikroorganismen und das erste Alphaproteobakterium, das entdeckt wurde, um Strom mit hohen Leistungsdichten in mikrobiellen Brennstoffzellen (MFC) mit geringem Innenwiderstand zu erzeugen. DX-1 erzeugt in MFC elektrischen Strom in Abwesenheit eines Katalysators, ohne Licht- oder Wasserstoffproduktion. Dieser Stamm ist exoelektrogen, was bedeutet, dass er Elektronen außerhalb der Zelle übertragen kann. Andere aus MFC isolierte Mikroorganismen können keine höheren Leistungsdichten erzeugen als gemischte Kulturen von Mikroben unter denselben Brennstoffzellenbedingungen, aber R. palustris DX-1 kann deutlich höhere Leistungsdichten produzieren.
Diese Rhodopseudomonas-Art ist weit verbreitet in Abwässern zu finden, und DX-1 erzeugt Strom unter Verwendung von Verbindungen, die Rhodopseudomonas bekanntermaßen abbaut. Daher kann diese Technologie genutzt werden, um Bioelektrizität aus Biomasse zu erzeugen und um Abwässer zu behandeln. Allerdings ist die durch diesen Prozess erzeugte Energie derzeit nicht ausreichend für eine Abwasserbehandlung größeren Maßstabs.

#### Rhodopseudomonas palustrisTIE-1
Eine Studie aus dem Jahr 2014 erklärte die zellulären Prozesse, die es dem Stamm R. palustris TIE-1 ermöglichen, Energie durch extrazellulären Elektronentransfer zu gewinnen. TIE-1 nimmt auf interessante Weise Elektronen aus Materialien auf, die reich an Eisen, Schwefel und anderen Mineralien sind, die im Sediment unter der Oberfläche zu finden sind. Auf außergewöhnliche Weise kristallisiert Eisenoxid im Boden, wenn die Mikroben Elektronen vom Eisen abziehen. Damit wird es schließlich leitfähig und erleichtert TIE-1 die Oxidation anderer Mineralien.
TIE-1 wandelt dann diese Elektronen unter Verwendung von Kohlenstoffdioxid als Elektronenakzeptor in Energie um. Ein Gen, das RuBisCo produziert, hilft diesem Stamm von R. palustris, Energieerzeugung durch Elektronen zu erreichen. TIE-1 verwendet RuBisCo, um Kohlenstoffdioxid in Nahrung für sich selbst umzuwandeln. Dieser Stoffwechsel hat phototrophe Aspekte, da das Gen und die Fähigkeit zur Elektronenaufnahme durch Sonnenlicht stimuliert werden. Daher lädt sich R. palustris TIE-1 selbst mit Mineralien auf, die tief im Boden liegen, während es gleichzeitig Licht nutzt, indem es an der Oberfläche verbleibt. Die Fähigkeit von TIE-1, Elektrizität zu nutzen, könnte zur Herstellung von Batterien verwendet werden, aber seine Effizienz als Energiequelle bleibt fraglich. Es finden sich mögliche Anwendungen in der pharmazeutischen Industrie.